# A Soul Eater epizódjainak listája
Ez a lista Ókubo Acusi Soul Eater című mangája alapján készült animesorozat epizódjainak felsorolását tartalmazza. Az 51 részes animeadaptációt Igarasi Takuja rendezte, és a Bones, az Aniplex, a Dentsu, a Media Factory és a TV Tokyo gyártásában készült. A Bones az animáció elkészítéséért, az Aniplex a zenei aláfestésért volt felelős. Az anime forgatókönyvírója Jamatoja Akacuki volt, aki a történetben Ókubo Acusi eredeti elgondolására épített. A szereplők tervezését Ito Josijuki vezette, Nakamura Norifumi művészeti utasításai mellett. Az anime konceptuális tervezését Aramaki Sindzsi végezte. A sorozatot 2008. április 7-én kezdte vetíteni a TV Tokyo, és két különleges animációs filmet is műsorára tűzött 2008. május 29-én és június 1-jén. Az epizódokat később a TV Aichi, TV Hokkaido, TV Osaka, TV Setouchi és a TVQ Kyushu Broadcasting Co. is levetítette. Az utolsó epizódot 2009. március 29-én adták. Az első DVD kötet 2008. augusztus 22-én került kiadásra az első három epizóddal, a második pedig 2008. szeptember 25-én, a negyediktől a hetedik epizódig. Ezután minden DVD kötet havi rendszerességgel jelent meg. Az anime jogait a Funimation Entertainment is megvásárolta, és négy DVD-n jelentette meg a sorozatot, mindegyiken egy fél évaddal. Az első dobozos DVD kötet 2010 februárjában került kiadásra. Mind az 51 epizód elérhető angol felirattal a Funimation weboldalán, az első négy pedig angol szinkronnal is. Mind az 51 epizód elérhető angol szinkronos változatban a Netflix és a Holu kiadásában. A Soul Eater a Bones harmadik nagyobb lélegzetű animesorozata volt a 2003-as Fullmetal Alchemist és a 2005-ös Eureka Seven után.
Az animét a TV Tokyo hétfőnként este hat órakor vetítette rendszeresen. A Soul Eater hivatalos japán oldalán közölték, hogy minden epizódot két különböző verzióban fognak sugározni, hétfőként este hat órakor az eredeti, késő este pedig a „Soul Eater Késői Show” verziót. Egy rendkívüli feliratot is megjelenítettek a reklámszünet elején és végén, az epizódok előzetese is más volt, mint az eredeti verziónál. E misztikus akciósorozat ezen kettős közvetítését „a világ első délutáni és késő esti visszhangsugárzásának” minősítették. A „visszhang” itt arra a cselekményre utal, melyben a főhős Maka és élő fegyvertársa lelkük szinkronizálásával elérik a maximális erejüket. Az MTV Portugal 2010. február 1-jén kezdte a Soul Eater vetítését. A Fülöp-szigeteken tagalog verzióban vetítették a Hero TV kábelcsatornán, és 2010 júniusában fejezték be. Az anime Észak-Amerikában 2010. szeptember 6-án debütált a televízióban, a Funimation Channel csatornán. A sorozat újravetítése 2010. szeptember 30-án Soul Eater: Repeat Show (ソウルイーター リピートショー; Szóru Ítá Ripíto Só) néven indult meg a TV Tokyón, kiemelve az új nyitó- és zárótémákat.
Magyarországon az animeadaptációt Soul Eater – Lélekfalók címmel az Animax vetítette magyar szinkronnal, 2009. október 19. és 2010. április 12. között. Később az AXN Sci-Fi is műsorára tűzte.

## Epizódlista
| #  | Epizód címe | Első japán sugárzás  | Első magyar sugárzás |
| -- | --- | -------------------- | -------------------- |
| 1  | Egységben a lélek! Soul Eater és Maka! Tamasii no Kjómei 〜Szóru Ítá, Deszu Szaizu ni Naru?〜 (魂の共鳴～ソウル＝イーター、デスサイズになる？～; Hepburn: Tamashii no Kyōmei 〜Sōru Ītā, Desu Saizu ni Naru?〜)                                                                                           | 2008. április 7.     | 2009. október 19.    |
| 2  | Black Star! A nagyszájú orgyilkos! Ore koszo Szutá da! 〜Mottomo Biggu na Otoko, Koko ni Aravaru?〜 (俺こそスターだ！ ～最もビッグな男、ここに現る？～; Hepburn: Ore koso Sutā da! 〜Mottomo Biggu na Otoko, Koko ni Arawaru?〜)                                                                          | 2008. április 14.    | 2009. október 19.    |
| 3  | Színre lép a Halál fia! Kanpeki naru Sónen 〜Deszu za Kiddo no Karei naru Misszon?〜 (完璧なる少年 ～デス･ザ･キッドの華麗なるミッション？～; Hepburn: Kanpeki naru Shōnen 〜Desu za Kiddo no Karei naru Misshon?〜)                                                                                       | 2008. április 21.    | 2009. október 26.    |
| 4  | Korrepetálás zombi-módra! Támad az élőholt tanár úr! Madzso Gari Hacudó! 〜Dokidoki Hakaba no Hosú Dzsugjó?〜 (魔女狩り発動！ ～ドキドキ墓場の補習授業？～; Hepburn: Majo Gari Hatsudō! 〜Dokidoki Hakaba no Hoshū Jugyō?〜)                                                                              | 2008. április 28.    | 2009. október 26.    |
| 5  | A lélek formája. A legjobb fegyvermester, Stein, színre lép! Tamasii no Katacsi 〜Szaikjó Sokunin Sutain Tódzsó?〜 (魂のかたち ～最強職人シュタイン登場？～; Hepburn: Tamashii no Katachi 〜Saikyō Shokunin Shutain Tōjō?〜)                                                                              | 2008. május 5.       | 2009. november 2.    |
| 6  | A hírhedt újonc! Kid emlékezetes megjelenése az Akadémián! Uvasza no Sinnjúszei! 〜Omoide Ippai, Kiddo no Sibuszen Hacu Tókó?〜 (噂の新入生！ ～想い出いっぱい、キッドの死武専初登校？～; Hepburn: Uwasa no Shinnyūsei! 〜Omoide Ippai, Kiddo no Shibusen Hatsu Tōkō?〜)                                  | 2008. május 12.      | 2009. november 2.    |
| 7  | Fekete vér, fekete kard! Crona és Ragnarok! Kokkecu no Kjófu 〜Kurona no Naka ni Buki ga Iru?〜 (黒血の恐怖 ～クロナの中に武器がいる？～; Hepburn: Kokketsu no Kyōfu 〜Kurona no Naka ni Buki ga Iru?〜)                                                                                                  | 2008. május 19.      | 2009. november 9.    |
| 8  | Medusa, a boszorkány! A Halálkasza akcióban! Madzso Medjúsza 〜Óinaru Varuki Tamasii o Mocu Mono?〜 (魔女メデューサ ～大いなる凶き魂を持つ者？～; Hepburn: Majo Medyūsa 〜Ōinaru Waruki Tamashii o Motsu Mono?〜)                                                                                         | 2008. május 26.      | 2009. november 9.    |
| 9  | A szent kard legendája! Kid és Black Star nagy kalandja! Szeiken Denszecu 〜Kiddo to Burakku Szutá no Daibóken?〜 (聖剣伝説 ～キッドとブラック☆スターの大冒険？～; Hepburn: Seiken Densetsu 〜Kiddo to Burakku Sutā no Daibōken?〜)                                                                       | 2008. június 2.      | 2009. november 16.   |
| 10 | Masamune, a szellemkard! Az esőhöz daloló szív! Jótó Maszamune 〜Jabure Tamasii Hjói, Ame ni Utau Kokoro?〜 (妖刀マサムネ ～破れ魂憑依、雨に詠う心？～; Hepburn: Yōtō Masamune 〜Yabure Tamashii Hyōi, Ame ni Utau Kokoro?〜)                                                                             | 2008. június 9.      | 2009. november 16.   |
| 11 | A kaméliavirág! Tsubaki és Masamune! Cubaki no Hana 〜Kanasimi o Koeta Szaki ni Aru Mono?〜 (椿の花 ～悲しみを越えた先にあるもの？～; Hepburn: Tsubaki no Hana 〜Kanashimi o Koeta Saki ni Aru Mono?〜)                                                                                                   | 2008. június 16.     | 2009. november 23.   |
| 12 | A kígyó, az egér és a béka Kjófu ni Makenai Júki 〜Maka Arubán no Icsidai Kesszin?〜 (恐怖に負けない勇気～マカ＝アルバーンの一大決心？～; Hepburn: Kyōfu ni Makenai Yūki 〜Maka Arubān no Ichidai Kesshin?〜)                                                                                             | 2008. június 23.     | 2009. november 23.   |
| 13 | A démonszemű férfi! Soul és Maka lelki válságban? Magan no Otoko 〜Szóru to Maka, Zure Juku Tamasii no Hacsó?〜 (魔眼の男 ～ソウルとマカ、ズレゆく魂の波長？～; Hepburn: Magan no Otoko 〜Sōru to Maka, Zure Yuku Tamashii no Hachō?〜)                                                                   | 2008. június 30.     | 2009. november 30.   |
| 14 | A szuper írásbeli vizsga! Izgalom és idegbajok, jaj ne már! Csó Hikkisiken 〜Dokidoki, Vakuvaku, Szovaszova, Uszón?〜 (超筆記試験 ～ドキドキ、ワクワク、ソワソワ、ウソーン？～; Hepburn: Chō Hikkishiken 〜Dokidoki, Wakuwaku, Sowasowa, Usōn?〜)                                                         | 2008. július 7.      | 2009. november 30.   |
| 15 | A lélekevő Fekete Sárkány és Liz, a gyáva nyuszi kisasszony! Tamasii o Kú Kuroki Rjú 〜Okubjó Rizu to Jukai na Nakama-tacsi?〜 (魂を食う黒き龍 ～臆病リズと愉快な仲間たち？～; Hepburn: Tamashii o Kū Kuroki Ryū 〜Okubyō Rizu to Yukai na Nakama-tachi?〜)                                               | 2008. július 14.     | 2009. december 7.    |
| 16 | Küzdelem a hajón! De hogy kerül a pokol a fejembe? Gekitó! Júreiszen 〜Boku no Atama no Naka no Dzsigoku?〜 (激闘！ 幽霊船 ～ボクの頭の中の地獄？～; Hepburn: Gekitō! Yūreisen 〜Boku no Atama no Naka no Jigoku?〜)                                                                                      | 2008. július 21.     | 2009. december 7.    |
| 17 | A Szent kard keresése 2.! Vajon boldogul veled a stréber? Szeiken Denszecu Cú 〜Nomu, Ucu, Kau, Ittoku?〜 (聖剣伝説2 ～飲む、打つ、買う、いっとく？～; Hepburn: Seiken Densetsu Tsū 〜Nomu, Utsu, Kau, Ittoku?〜)                                                                                         | 2008. július 28.     | 2009. december 14.   |
| 18 | Rémálom a bálon. Indulhat a függöny? Zenjaszai no Akumu 〜Szosite Maku va Agatta?〜 (前夜祭の悪夢 ～そして幕は上がった？～; Hepburn: Zenyasai no Akumu 〜Soshite Maku wa Agatta?〜) | 2008. augusztus 4.   | 2009. december 14.   |
| 19 | Kezdődik a föld alatti harc! Vajon sikerül átjutni Medusán? Kaisi, Csika Kóbószen 〜Toppaszejo, Medjúsza no Bekutoru Aró?〜 (開始、地下攻防戦 ～突破せよ、メデューサのベクトルアロー？～; Hepburn: Kaishi, Chika Kōbōsen 〜Toppaseyo, Medyūsa no Bekutoru Arō?〜)                                         | 2008. augusztus 11.  | 2009. december 21.   |
| 20 | Állj ellen a fekete vérnek! Soul, hogy győzzük le a félelmet? Kokecu no Kjómei Szen! 〜Kjófu ni Hamukau Csiiszana Tamasii no Taifuntó?〜 (黒血の共鳴戦！ ～恐怖に刃向かう小さな魂の大奮闘？～; Hepburn: Koketsu no Kyōmei Sen! 〜Kyōfu ni Hamukau Chiisana Tamashii no Taifuntō?〜)                       | 2008. augusztus 18.  | 2009. december 21.   |
| 21 | A lelkem egy magányos sziget! Kinek van képe zaklatni? Todoke, Vatasi no Tamasii 〜Kavaita Kokoro, Tamaranai Kodoku no Naka de...?〜 (届け、私の魂 ～乾いた心、たまらない孤独の中で…？～; Hepburn: Todoke, Watashi no Tamashii 〜Kawaita Kokoro, Tamaranai Kodoku no Naka de...?〜)                       | 2008. augusztus 25.  | 2009. december 28.   |
| 22 | A félelem szentélye. A ravasz farkas csapdát állít? Fúin no Jasiro 〜Fudzsimi no Otoko ga Sikaketa Karakuri?〜 (封印の社 ～不死身の男が仕掛けたからくり？～; Hepburn: Fūin no Yashiro 〜Fujimi no Otoko ga Shikaketa Karakuri?〜)                                                                         | 2008. szeptember 1.  | 2009. december 28.   |
| 23 | Élve vagy halva! Álom ez, vagy valóság? Deddo oa Araibu! 〜Fukkacu to Genkaku no Hazama de?〜 (デッド オア アライブ！ ～復活と幻覚の狭間で？～; Hepburn: Deddo oa Araibu! 〜Fukkatsu to Genkaku no Hazama de?〜)                                                                                          | 2008. szeptember 8.  | 2010. január 4.      |
| 24 | Az istenek harca! Annyi lenne Halálvárosnak? Kamigami no Tatakai 〜Deszu Sití Hókai no Kiki ni?〜 (神々の闘い ～デス･シティー崩壊の危機に？～; Hepburn: Kamigami no Tatakai 〜Desu Shitī Hōkai no Kiki ni?〜)                                                                                             | 2008. szeptember 15. | 2010. január 4.      |
| 25 | Világ halálkaszái egyesüljetek! Áthelyezik a papát? Sósú! Deszu Szaizuszu 〜Fuszege Papa no Dzsindzsiidó!!?〜 (召集！ デスサイズス ～ふせげパパの人事異動！！？～; Hepburn: Shōshū! Desu Saizusu 〜Fusege Papa no Jinjiidō!!?〜)                                                                          | 2008. szeptember 22. | 2010. január 11.     |
| 26 | Az Akadémia félénk próbaidőse. Vajon hogyan szocializálódik egy árnykard? Uresi Hazukasi Taiken Njúgaku! 〜Sibuszen Sinszeikacu Óen Fea Kaiszaicsú?〜 (嬉し恥ずかし体験入学！ ～死武専新生活応援フェア開催中？～; Hepburn: Ureshi Hazukashi Taiken Nyūgaku! 〜Shibusen Shinseikatsu Ōen Fea Kaisaichū?〜) | 2008. szeptember 29. | 2010. január 11.     |
| 27 | Nyolcszáz évnyi gyűlölet. Új ellenség a láthatáron? Happjuku-nen no Szacui 〜Itan no Madzso Kórin?〜 (800年の殺意 ～異端の魔女降臨？～; Hepburn: Happyuku-nen no Satsui 〜Itan no Majo Kōrin?〜) | 2008. október 6.     | 2010. január 18.     |
| 28 | A kardok istene. Black Star meleg helyzetben? Kensi Tacu 〜Adzsi va Amai ka Soppai ka?〜 (剣神立つ ～味は甘いかしょっぱいか？～; Hepburn: Kenshi Tatsu 〜Aji wa Amai ka Shoppai ka?〜) | 2008. október 13.    | 2010. január 18.     |
| 29 | Medusa visszatér! A kígyó és a pók szövetségre lép? Fukkacu no Medjúsza! 〜Kumo to Hebi, Innen no Szaikai?〜 (剣復活のメデューサ！ ～蜘蛛と蛇、因縁の再会？～; Hepburn: Fukkatsu no Medyūsa! 〜Kumo to Hebi, Innen no Saikai?〜)                                                                          | 2008. október 20.    | 2010. január 25.     |
| 30 | A fékevesztett vonat! Előkerül a Sötét Elemek egyike? Sakunecu no Bószó Tokkjú! 〜Daima Dósi ga Nokosita Madógu?〜 (灼熱の暴走特急！ ～大魔導師が残した魔道具？～; Hepburn: Shakunetsu no Bōsō Tokkyū! 〜Daima Dōshi ga Nokoshita Madōgu?〜)                                                              | 2008. október 27.    | 2010. január 25.     |
| 31 | Múlandó boldogság! Kinek a könnyein csillan meg a holdfény? Kareta Siavasze 〜Cukiakari ni Hikaru no va Dare no Namida?〜 (涸れた幸福(しあわせ) ～月明かりに光るのは誰の涙？～; Hepburn: Kareta Shiawase 〜Tsukiakari ni Hikaru no wa Dare no Namida?〜)                                                  | 2008. november 3.    | 2010. február 1.     |
| 32 | A szent kard keresése 3. Mi kell, hogy a puhányból hős legyen? Szeiken Denszecu Szurí 〜Sibuszen Bancsó Monogatari?〜 (聖剣伝説3 ～死武専番長物語？～; Hepburn: Seiken Densetsu Surī 〜Shibusen Banchō Monogatari?〜)                                                                                     | 2008. november 10.   | 2010. február 1.     |
| 33 | A lélekláncolat! Hogy hangoljuk össze a lélek dallamát? Kjómei Rensza 〜Kanadero, Tamasii Tacsi no Szenricu?〜 (共鳴連鎖 ～奏でろ、魂たちの旋律？～; Hepburn: Kyōmei Rensa 〜Kanadero, Tamashii Tachi no Senritsu?〜)                                                                                     | 2008. november 17.   | 2010. február 8.     |
| 34 | Harc a Szelencéért! Kezdődhet az Akadémia-Arachnophobia meccs? Burjú Szódacuszen! 〜Gekitocu, Sibuszen bászesu Arakunofobia?〜 (BREW争奪戦！ ～激突、死武専vsアラクノフォビア？～; Hepburn: Buryū Sōdatsusen! 〜Gekitotsu, Shibusen bāsesu Arakunofobia?〜)                                               | 2008. november 24.   | 2010. február 8.     |
| 35 | Szúnyog a viharban. Lerendezzük tíz perc alatt? Arasi no Moszukíto! 〜Arisi hi no Szekai, Szeigen Dzsikan va Dzsú-pun?〜 (嵐のモスキート！ ～在りし日の世界、制限時間は10分？～; Hepburn: Arashi no Mosukīto! 〜Arishi hi no Sekai, Seigen Jikan wa Jū-pun?〜)                                            | 2008. december 1.    | 2010. február 15.    |
| 36 | Engedd szabadjára a lelkedet. A teremtés vagy pusztulás koncertje? Hanate, Sicsi-nin no Kjómei Rensza! 〜Hakai to Szózó no Enszókai?〜 (放て、7人の共鳴連鎖！ ～破壊と創造の演奏会？～; Hepburn: Hanate, Shichi-nin no Kyōmei Rensa! 〜Hakai to Sōzō no Ensōkai?〜)                                       | 2008. december 8.    | 2010. február 15.    |
| 37 | A nyomozó akcióba lendül! Kid leleplezi az Akadémia titkát? Meitantei Daiicsi no Dzsiken 〜Kiddo ga Abaku Sibuszen no Himicu?〜 (名探偵第一の事件 ～キッドが暴く死武専の秘密？～; Hepburn: Meitantei Daiichi no Jiken 〜Kiddo ga Abaku Shibusen no Himitsu?〜)                                            | 2008. december 15.   | 2010. február 22.    |
| 38 | A Démonisten kísértése! Mitől függhet egy nagy ember? Sura e no Júvaku 〜Biggu na Otoko no Oszaerarenai Iradacsi?〜 (修羅への誘惑 ～ビッグな男の抑えられない苛立ち？～; Hepburn: Shura e no Yūwaku 〜Biggu na Otoko no Osaerarenai Iradachi?〜)                                                           | 2008. december 22.   | 2010. február 22.    |
| 39 | Crona szökése. Kérlek, nem mosolyognál rám? Kurona, Tóbó 〜Kudaszai, Kimi no Hohoemi?〜 (クロナ、逃亡 ～ください、君の微笑み？～; Hepburn: Kurona, Tōbō 〜Kudasai, Kimi no Hohoemi?〜) | 2009. január 5.      | 2010. március 1.     |
| 40 | Fedjük fel lapjainkat! Medusa megadja magát az Akadémiának? Kirareta Kádo 〜Medjúsza, Sibuszen ni Tókó Szuru?〜 (切られたカード ～メデューサ、死武専に投降する？～; Hepburn: Kirareta Kādo 〜Medyūsa, Shibusen ni Tōkō Suru?〜)                                                                           | 2009. január 12.     | 2010. március 1.     |
| 41 | Körbe, körbe, karikába! Marionette tanár úr és az új világ? Kurukuru Kururu 〜Hakasze va Odoru, Atarasiki Szekai?〜 (クルクルクルル ～博士は踊る、新しき世界？～; Hepburn: Kurukuru Kururu 〜Hakase wa Odoru, Atarashiki Sekai?〜)                                                                        | 2009. január 19.     | 2010. március 11.    |
| 42 | Roham! A Baba Jaga kastély. Miért vagyok bizonytalan? Singeki! Baba Jagá no Siro 〜Nanka Mojamoja Szuru?〜 (進撃！ ババ･ヤガーの城 ～なんかモヤモヤする？～; Hepburn: Shingeki! Baba Yagā no Shiro 〜Nanka Moyamoya Suru?〜)                                                                              | 2009. január 26.     | 2010. március 11.    |
| 43 | Az utolsó Sötét Elem! Küldetésen a fegyvertelen Kid? Szaigo no Madógu 〜Buki Nasi Kiddo no Misszon Inpossziburu?〜 (最後の魔道具 ～武器無しキッドのミッションインポッシブル？～; Hepburn: Saigo no Madōgu 〜Buki Nashi Kiddo no Misshon Inposshiburu?〜)                                                  | 2009. február 2.     | 2010. március 15.    |
| 44 | A gyenge Crona döntése. Te aki mindig mellettem vagy? Jovamusi Kurona no Kecui 〜Icumo Szoba ni Ite Kureta Kimi ni?〜 (弱虫クロナの決意 ～いつもそばにいてくれた君に？～; Hepburn: Yowamushi Kurona no Ketsui 〜Itsumo Soba ni Ite Kureta Kimi ni?〜)                                                     | 2009. február 9.     | 2010. március 15.    |
| 45 | A tisztító lélek! A düh erejével felvértezett Démonvadász? Taima no Hacsó 〜Mókó, Ikari no Madzsin Gari?〜 (退魔の波長 ～猛攻、怒りの魔人狩り？～; Hepburn: Taima no Hachō 〜Mōkō, Ikari no Majin Gari?〜)                                                                                                | 2009. február 16.    | 2010. március 22.    |
| 46 | Harcos vagy démon! Leszámolás: Mifune versus Black Star? Bu ka Sura ka 〜Kesszen, Mifune bászesu Burakku Szutá?〜 (武か修羅か ～決戦、ミフネvsブラック☆スター？～; Hepburn: Bu ka Shura ka 〜Kessen, Mifune bāsesu Burakku Sutā?〜)                                                                       | 2009. február 23.    | 2010. március 22.    |
| 47 | Fordul a kocka! Halálváros szó szerint akcióba lép? Kiszeki no Csabudaigaesi 〜Bokura no Deszu Sití Robo?〜 (奇跡のちゃぶ台返し ～僕らのデス･シティーロボ？～; Hepburn: Kiseki no Chabudaigaeshi 〜Bokura no Desu Shitī Robo?〜)                                                                          | 2009. március 2.     | 2010. március 29.    |
| 48 | A halálkaszával felvértezett Halálisten mester. A jövőt elnyeli a sötétség? Deszusaizu o Motta Sinigami-szama 〜Csotto Szaki va Jami Darake?〜 (武器(デスサイズ)を持った死神様 ～一寸先はヤミだらけ？～; Hepburn: Desusaizu o Motta Shinigami-sama 〜Chotto Saki wa Yami Darake?〜)                       | 2009. március 9.     | 2010. március 29.    |
| 49 | Ashura feltámadása! Véget ér a világ? Asura Kakuszei 〜Szekai no Ikicuku Hate e?〜 (阿修羅覚醒 ～世界の行き着く果てへ？～; Hepburn: Ashura Kakusei 〜Sekai no Ikitsuku Hate e?〜) | 2009. március 16.    | 2010. április 5.     |
| 50 | Megváltás vagy büntetés! A férfiak, akik túlszárnyalják az isteneket? Icsi ka Bacsi ka?! 〜Kami o Koeru Otokotacsi?〜 (イチかバチか？！ ～神を超える男たち？～; Hepburn: Ichi ka Bachi ka?! 〜Kami o Koeru Otokotachi?〜)                                                                                 | 2009. március 23.    | 2010. április 5.     |
| 51 | A varázsszó: bátorság Aikotoba va Júki! (合言葉は勇気！; Hepburn: Aikotoba wa Yūki!) | 2009. március 30.    | 2010. április 12.    |